# Gerald Whitham
Gerald Beresford Whitham, né le 13 décembre 1927 à Halifax (Royaume-Uni), mort le 26 janvier 2014, est un mathématicien américain connu pour ses travaux sur les ondes et la mécanique des fluides.

## Biographie
Sous la direction de James Lighthill il obtient en 1953 un PhD à l'Université Victoria de Manchester où il devient lecteur jusqu'à son départ pour les États-Unis.
De 1956 à 1959 il est professeur associé à l'Université de New York. De 1959 à 1962 il est membre du département de mathématiques du Massachusetts Institute of Technology puis rejoint le California Institute of Technology où il occupera la chaire de mathématiques appliquées Charles Lee Powell à partir de 1983.

## Distinctions
- Fellow de l'Académie américaine des arts et des sciences[3] (1958).
- Fellow of the Royal Society[4] (1965).
- Prix Norbert Wiener[5] de la Society for Industrial and Applied Mathematics et de l'American Mathematical Society (1980).

## Ouvrages
- (en) Gerald B. Whitham, Linear and Nonlinear Waves, John Wiley & Sons, 1974 (ISBN 978-0-4713-5942-5, lire en ligne)